# سدم (جحانة)

تعديل مصدري - تعديل

سدم هي إحدى قرى عزلة حضر بمديرية جحانة التابعة لمحافظة صنعاء، بلغ تعداد سكانها 924 نسمة حسب تعداد اليمن لعام 2004.